# Cratichneumon pratincola
Cratichneumon pratincola är en stekelart som beskrevs av Heinrich 1952. Cratichneumon pratincola ingår i släktet Cratichneumon och familjen brokparasitsteklar. Inga underarter finns listade i Catalogue of Life.